# Een mond vol dons
Een mond vol dons is een roman van Lydia Rood, die in 1994 er de Nederlandse jeugdliteratuurprijs de Zilveren Griffel mee won. Het boek gaat over de vriendschap van twee buurmeisjes vanaf dat ze peuter zijn tot en met de puberteit. Het verhaal wordt verteld vanuit Marjan. Zij wordt opgevoed door haar gescheiden en praktische moeder. Zij blikt terug naar de belevenissen die ze beleeft had met haar buurmeisje Sophie. Sophie komt uit een stabiel gezin, waar er veel aandacht is voor de gezinsleden. Echter, ze is weggelopen omdat ze deze omgeving te verstikkend vond.

## Verhaal
Marjan en Sophie zijn van jongs af aan hartsvriendinnen die naast elkaar wonen. Sophie is van huis weggelopen en Marjan haalt herinneringen op aan de belevenissen samen. De creatieve Sophie heeft een sterk karakter en is rebels. Dit in tegenstelling tot haar nette volgzame zus Famke, die vaak onaardig doet tegen Marjan. Marjan is rustiger en volgt Sophie soms in haar rebelsheid. Marjan wordt alleen door haar moeder opgevoed, omdat haar ouders zijn gescheiden. Ze herinnert zich onder meer hun eerste ontmoeting, logeerpartijen, een nachtwandeling naar een plas met zwanen en allerlei ondeugende dingen die ze samen deden. Ook waren ze samen op vakantie gegaan in een oud huis in Frankrijk. Daar gingen ze toen kijken naar de vleermuizen die daar op de zolder zaten. Sophie werd steeds opstandiger naarmate ze ouder werd. Na de laatste schooldag van de middelbare school loopt Sophie van huis weg. Marjan realiseert zich dat ze Sophie erg mist nu zij weggelopen is en besluit haar op te zoeken. Marjan gaat haar zoeken in Amsterdam en neemt haar vriendje Teun mee. De volgende dag zien ze een sticker van een tatoeagestudio met een getekende vleermuis erop. Ze gaan vervolgens naar die studio en daar blijkt Sophie te zijn, die samenwoont met de vader van Marjan. Ze praten kort en Marjan vertrekt weer naar huis. Bij een tweede bezoek tatoeëert Sophie Marjan. Sophie heeft een vliegende vleermuis als tatoeage, Marjan krijgt nu juist een rustende. Ze beseft dan dat Sophie vrij wil zijn en zij juist rustig is.

## Achtergrondinformatie
De titel slaat op de situatie van Sophie. Ze vertelt aan Marjan over dromen waarin ze stikt in dons. Dit slaat op de voor haar verstikkende gezinsomgeving waarin ze opgroeit. Het boek is in vrij gemakkelijk taal geschreven in de ik-persoon vanuit Marjan. In het boek wisselen heden en verleden elkaar frequent af. Het boek is meerdere malen herdrukt. Ook is het opgenomen in de serie "de Jonge Lijsters" van uitgeverij Wolters-Noordhoff.